# Operacja Artemida

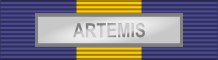
Baretka medalu
za Operację Artemis.

Operacja Artemis – kryptonim nadany operacji rozmieszczenia międzynarodowych sił porządkowych w Demokratycznej Republice Konga w 2003.
Na początku 2003 obserwatorzy z MONUC obecni w DRK od 1999 zaobserwowali poważne starcia i przypadki łamania praw człowieka w prowincji Ituri. W kwietniu 2003 800 urugwajskich żołnierzy zostało rozmieszczonych w mieście Bunia. W tym samym miesiącu jeden z obserwatorów zginął w wybuchu miny. W maju 2003 bojówki brutalnie zamordowały dwóch obserwatorów wojskowych. W kwietniu 2003 z północno-wschodniego rejonu DRK wycofały się siły Ugandy w liczbie 7000 osób.
Sekretarz Generalny ONZ Kofi Annan wezwał o utworzenie i rozmieszczenie tymczasowych międzynarodowych sił, dopóki osłabiona misja MONUC nie zostanie wzmocniona. 30 maja 2003 roku Rada Bezpieczeństwa ONZ uchwaliła rezolucję nr 1484, która zezwoliła na rozmieszczenie sił międzynarodowych IMEF (Interim Multinational Emergency Force). Siły międzynarodowe miały zabezpieczyć lotnisko i pilnować porządku w mieście, a także chronić obozy dla uchodźców.
Francuski rząd jako pierwszy wyraził swoje zainteresowanie udziałem w misji. Wkrótce rozszerzono ją do misji pod dowództwem Unii Europejskiej z Francją dostarczającą personel i uzupełnioną posiłkami zarówno Z UE jak i spoza niej. 5 czerwca decyzję w tej sprawie podjęła Unia Europejska i 12 czerwca rozpoczął się przerzut wojsk IMEF do miasta Bunia, który zakończył się po trzech tygodniach. Całkowity rozmiar sił porządkowych wynosił około 1800 osób wraz z 80-osobowym oddziałem szwedzkich sił specjalnych i był wspierany przez francuskie lotnictwo z lotnisk w Ndżamenie i Entebbe.
Misja zakończyła się 1 września 2003 roku przekazaniem zadań na ręce sił MONUC. Operacja Artemis była pierwszą akcją militarną Unii Europejskiej poza Europą i ważnym krokiem w rozwoju Europejskiej Polityki Bezpieczeństwa i Obrony.

## Uczestnicy
- Siły zbrojne: Belgia, Brazylia, Chorwacja, Francja, Grecja, Kanada, Niemcy, Południowa Afryka, Szwecja, Wielka Brytania.
- Kwatera: Austria, Cypr, Hiszpania, Holandia, Irlandia, Portugalia, Węgry, Włochy.